# Kalebovac
Kalebovac is een plaats in de gemeente Plitvička Jezera in de Kroatische provincie Lika-Senj. De plaats telt 48 inwoners (2001).